# Exoneura melaena
Exoneura melaena là một loài Hymenoptera trong họ Apidae. Loài này được Cockerell mô tả khoa học năm 1918.

## Hình ảnh

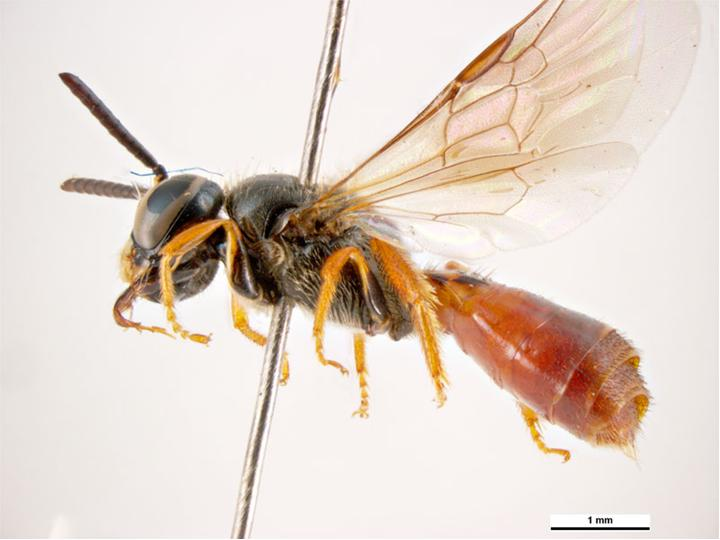